# Nu Badac
Nu Badac (Nubadak) ist eine osttimoresische Aldeia im Suco Batugade (Verwaltungsamt Balibo, Gemeinde Bobonaro). 2015 lebten in der Aldeia 311 Menschen.

## Geographie
Nu Badac liegt im Norden des Sucos Batugade. Südlich befindet sich die Aldeia Batugade. Im Norden und Osten grenzt Nu Badac an den Suco Sanirin. Im Westen liegt die Sawusee. Die Grenze zur Aldeia Batugade bildet der Fluss Leometik. An der Küste entlang führt die Überlandstraße von Batugade nach Dili. An ihr und einer Straße, die von ihr in das Landesinnere abzweigt liegt der Ort Nu Badac. Im Norden der Aldeia befindet sich ein Posten der Unidade de Patrulhamento de Fronteira (UPF), der osttimoresische Grenzpolizei.

## Politik
2023 wurde José M. M. Pinto zum Chefe de Aldeia gewählt.